# Relations entre le Liechtenstein et la Slovaquie
Les relations entre la Liechtenstein et la Slovaquie ont été rompues avec la disparition de la Tchécoslovaquie en 1939. Après la guerre, la Tchécoslovaquie a édicté les décrets Beneš qui ont exproprié le prince de Liechtenstein de ses terres principalement sur le territoire actuel de la République tchèque. Ces décrets sont toujours d'application. De ce fait, les relations diplomatiques entre les deux États n'ont été ouvertes que le 10 décembre 2009. Le Liechtenstein est le dernier État Européen avec lequel la Slovaquie a noué des relations diplomatiques. 
Il n'y a pas de représentation diplomatique slovaque au Liechtenstein ni de représentation du Liechtenstein en Slovaquie.